# アルヌワンダ3世
アルヌワンダ3世（Arnuwanda III, ? - 紀元前1214年頃）は、ヒッタイト帝国の大王。 

## 事績
先王トゥドハリヤ4世の息子。先王が紀元前1215年頃に死去した後、大王に即位。しかし治世は1年余りに過ぎなかった。史料によれば、ハットゥシャの住民が彼に対し反乱を起こしたという。その後、兄弟のシュッピルリウマ2世が大王に即位した。
この反乱については詳しいことは不明だが、アルヌワンダが何らかの理由で死んだことは確実とみられる。シュッピルリウマは自己の即位の正当性を守るため、それを脅かす可能性のあるアルヌワンダの子を宿している女性がいないかを探させたが、結局見つからなかった。

## 文献
- Birgit Brandau, Hartmut Schickert: Hethiter Die unbekannte Weltmacht, Piper, ISBN 3492239781